# Nguyễn Thế Anh (sử gia)
Nguyễn Thế Anh (1 tháng 6 năm 1936 – 19 tháng 3 năm 2023) là một sử gia người Việt, giáo sư đại học Paris-Sorbonne (Pháp).

## Tiểu sử
Nguyễn Thế Anh sinh ngày 1 tháng 6 năm 1936 tại Lào, có song thân đều là người Việt: cha ông quê Hưng Yên còn mẹ ông quê Nam Định. Suốt thời thơ ấu, ông đã chỉ có vài tháng dừng chân ở Việt Nam, cụ thể là ở Hà Nội khoảng năm 1941-1942, trong khi theo cha mẹ bôn ba nhiều hơn khắp đất Lào, đất Thái. Biến động xã hội toàn khu vực Á Đông khiến việc học bị gián đoạn một thời gian dài; sau khi từ Thái Lan trở lại Lào, Nguyễn Thế Anh vào trường Pháp học Pháp văn, Latin thay vì tiếng mẹ đẻ. Anh ngữ cũng được đồng hành sử dụng trong học thuật và đời riêng. Thế mà, sau 8 thập kỷ chừng như thiên di định số, tiếng Việt xứ Bắc vẫn nguyên vẹn trong giọng nói của Ông. 
Năm 20 tuổi giành tài trợ tới du học Pháp, Ông từng muốn theo ngành hóa học là một mối say mê buổi đầu đời. Giáo sư Nguyễn Dương Đôn (1911-1999), Tổng trưởng Bộ Quốc gia Giáo Dục của chính phủ Việt Nam Cộng Hòa đương thời, người bằng hữu với ông thân sinh của Nguyễn Thế Anh, đã có lời khuyên sâu sắc rằng, đương thời quá thiếu các giáo sư lịch sử. Thật may, Ông cũng có hứng thú với sử, và không riêng sử Việt, bởi Việt sử trong suốt hành trình của đời ông đã không bị tách rời khỏi khu vực, khỏi thế giới. Sử Việt với cách nghiên cứu của ông đã trở thành một điểm nhấn đáng giá trên bản đồ nghiên cứu lịch sử thế giới, được học giới Tây-Đông trân trọng công nhận.
Là một giáo sư có tiếng tại miền Nam Việt Nam trước năm 1975, ông từng giữ chức Viện trưởng Viện Đại học Huế từ 1966 cho tới 1969, sau đó ông chịu trách nhiệm cho môn Sử học tại Đại học Văn khoa Sài Gòn từ 1969 cho tới 1975, chủ biên tập san Sử địa.
Giáo sư Nguyễn Thế Anh có công gây dựng nên uy tín Ban Sử trường Đại Học Văn Khoa Sài Gòn. Số sinh viên ghi danh năm thứ nhất niên khoá 1974-75 lên đến khoảng 4,000 người. Trong vai trò Phó Khoa Trưởng Học Vụ, ông cũng là người chịu trách nhiệm soạn thảo chương trình tiến sĩ văn khoa Việt Nam, vốn bị xoá bỏ từ năm 1919 dưới thời Pháp thuộc. Chương trình này gồm hai cấp. Cấp thứ nhất gọi là “Năm Thứ Nhất Tiến Sĩ Chuyên Khoa.” Sau đó trong cấp thứ hai, ứng viên mới sửa soạn luận án.
Chương trình tiến sĩ chuyên khoa Sử Học bắt đầu được hai khóa thì Sài Gòn sụp đổ. Niên khoá đầu tiên 1972-73 chỉ có hai thí sinh trúng tuyển kỳ thi cuối Năm Thứ Nhất là Tạ Chí Đại Trường và Đỗ Phan Hạnh. Niên khoá thứ hai 1973-74 có hai thí sinh ghi danh, nhưng chỉ có một thí sinh dự thi và trúng tuyển Trần Anh Tuấn
Rời Việt Nam vào những ngày cuối cùng của tháng 4 năm 1975, ông tham dự trung tâm Centre National de la Recherche Scientifique, Paris, Pháp, với tư cách là một giám đốc nghiên cứu, sau khi đi làm việc với tư cách học giả tại viện Institute of Southeast Asian Studies, Singapore, và giảng viên tại Đại học Harvard. Năm 1991, ông được chỉ định làm giáo sư chuyên ngành Lịch sử và Văn hóa bán đảo Đông dương ("History and Civilisations of the Indochinese Peninsula") tại trường École pratique des hautes études và Đại học Sorbonne, nơi làm việc cuối cùng của ông trước khi về hưu vào năm 2005.
Ông có mặt trong ban giảng huấn của Viện Việt học (Institute of Vietnamese studies)
Năm 1991, Giáo sư Nguyễn Thế Anh giữ ghế Giám Đốc Trung Tâm Lịch Sử và Văn Minh Đông Dương (Centre d’Histoire et Civilisations de la Peninsule Indochinoise) tại Ecole Pratique des Hautes Etudes (EPHE), Paris-Sorbonne, và vào ngạch Giáo Sư Thực Thụ từ năm 2005. Ông về hưu năm 2008.
Có ba tác phẩm chính của sử gia Nguyễn Thế Anh. Đó là Bibliographie Critique sur les Relations Entre le Viet-Nam et l’Occident (1964), La Monarchie des Nguyễn de la Mort de Tự-Đức à 1925 (1987), và Parcours d’ Un Historien du Viêt Nam (2008).
Hai tác phẩm trước là những luận án Tiến Sĩ Đệ Tam Cấp trình tại Sorbonne năm 1964 và luận án Tiến Sĩ Quốc Gia trình tại Paris-Sorbonne năm 1987. Tác phẩm thứ́ ba là một hợp tuyển gồm 99 bài viết bằng Pháp, Anh, và Việt ngữ của giáo sư Nguyễn Thế Anh do Philippe Papin, môn sinh và viện sĩ Viện Viễn Đông Bác Cổ (EFEO) tại Hà Nội sau 1975, sưu tầm và tuyển chọn.

## Tác phẩm
Là một thành viên của ban biên tập của nhiều tạp chí uyên bác (Bulletin de la Société des Études Indochinoises, Bulletin de l'École Française d'Extrême-Orient, Journal Asiatique, Journal of International and Area Studies), Giáo sư Nguyễn Thế Anh đã viết hơn 120 quyển sách và các bài, trong đó có: 
- Bibliographie critique sur les relations entre le Viêt-Nam et l'Occident, Paris, 1967.
- Kinh tế và xã hội Việt Nam dưới các vua triều Nguyễn, Saigon, 1968 (2nd ed., 1970, 3rd ed. 2008).
- Việt Nam dưới thời Pháp đô hộ. Saigon, 1970 (2nd ed. 1974, 3rd ed. 2008).
- Phong trào kháng thuế miền Trung năm 1908. Saigon, 1973 (2nd ed. 2008).
- The withering days of the Nguyen Dynasty. Singapore, 1978.
- Le Đại Việt et ses voisins. Paris, 1990.
- Monarchie et fait colonial au Viêt-Nam (1875-1925). Le crépuscule d'un ordre traditionnel. Paris, 1992.
- Notes sur la culture et la religion en Péninsule indochinoise. Paris, 1995.
- Guerre et paix en Asie du Sud-Est. Paris, 1998.
- Trade and navigation in Southeast Asia (14th-19th centuries). Paris, 1999.
- L'Asie Orientale et Méridionale aux XIXe et XXe siècles. Paris, 1999, in coll. with Harmut Rotermund & alii.
- Parcours d’un historien du Viêt Nam. Recueil des articles écrits par Nguyễn Thế Anh. Paris, 2008.
- Việt Nam. Un voyage dans son histoire. Paris, 2009.